# Finidi George
Finidi George (né le 15 avril 1971 à Port Harcourt), plus connu sous le nom de Finidi, est un footballeur nigérian, qui évoluait au poste de milieu de terrain offensif devenu entraîneur.

## Biographie

### Carrière de joueur
Il remporte la finale de la Ligue des champions 1995 avec l'Ajax d'Amsterdam contre l'AC Milan.
Finidi fait aussi partie de la grande équipe du Nigeria des années 1990. Avec les Super Eagles, il remporte la Coupe d'Afrique des nations 1994 et dispute les coupes du monde 1994 et 1998.
Il prend sa retraite de footballeur en 2004.

### Carrière d'entraîneur
En september 2021, il devient entraîneur du Enyimba Football Club. Il remporte son premier titre en tant qu'entraîneur le 11 juin 2023, avec le Championnat du Nigeria de football 2022-2023.
Il est nommé sélectionneur de l'équipe du Nigeria le 29 avril 2024, après avoir assuré l'intérim à la suite du départ de José Peseiro après la Coupe d'Afrique des nations de football 2023.

## Palmarès de joueur

### En club
- Champion du Nigeria en 1990 avec l'Iwuanyanwu Nationale FC
- Vainqueur de la Coupe Intercontinentale en 1995 avec l'Ajax Amsterdam
- Vainqueur de la Supercoupe d'Europe en 1995 avec l'Ajax Amsterdam
- Vainqueur de la Ligue des Champions en 1995 avec l'Ajax Amsterdam
- Champion des Pays-Bas en 1994, en 1995 et en 1996 avec l'Ajax Amsterdam
- Vainqueur de la Supercoupe des Pays-Bas en 1994 et en 1995 avec l'Ajax Amsterdam
- Finaliste de la Ligue des Champions en 1996 avec l'Ajax Amsterdam
- Finaliste de la Coupe d'Espagne en 1997 avec le Betis Séville

### EnÉquipe du Nigeria
- 62 sélections et 6 buts entre 1991 et 2002
- Vainqueur de la Coupe d'Afrique des nations 1994
- Participation à la Coupe d'Afrique des Nations en 1992 (3e), en 1994 (Vainqueur) et en 2000 (Finaliste) et en 2002 (3e)
- Participation à la Coupe du Monde en 1994 (1/8 de finaliste) et en 1998 (1/8 de finaliste)

## Palmarès d'entraîneur
- Champion du Nigeria en 2023 avec l'Enyimba FC